# 今井弘
今井 弘（いまい ひろし）は、日本の自動車技術者、レーシングカーエンジニア。東京大学大学院工学系研究科修了。ブリヂストン及びマクラーレンで要職を歴任した。

## 略歴
東京大学在学中からモータースポーツを志し、大学卒業後1990年にブリヂストンに入社。ヨーロッパテクニカルセンターに配属された後、2003年にモータースポーツ部門に異動になり、浜島裕英の指揮下でフォーミュラ1（F1）用ラジアルタイヤの開発に関わった。
2009年にマクラーレンに移籍。当初はタイヤ担当だったが、「タイヤの性能を引き出すためには車体側の協力も必要」とチーム側に訴え、後にビークルエンジニアリング部門プリンシパルエンジニア、スペシャルプロジェクツ担当プリンシパルエンジニアなどを歴任した。2020年からは「ダイレクターレースエンジニアリング」の肩書で、サーキットにおけるチーフエンジニアを務めた。2024年シーズン終了後にマクラーレンを退職した。
2025年2月、ブリヂストンに復帰。同年3月1日付で、新たに設けられる「モータースポーツ管掌」に就任し、フォーミュラEへのタイヤ供給などの指揮を取ることになった。

## 人物
ヨーロッパ生活が長いせいか、かつてマクラーレンで一緒に仕事をしたことのあるストフェル・バンドーンなど複数の関係者から「イギリス人よりもイギリス人らしい」と評されている。